# زمین‌لرزه سوماترا
زمین‌لرزه سوماترا ممکن است به یکی از موارد زیر اشاره داشته باشد:
- زمین‌لرزه آوریل ۲۰۱۰ سوماترا
- زمین‌لرزه اکتبر ۲۰۱۰ سوماترا
- زمین‌لرزه ۲۰۰۹ سوماترا
- زمین‌لرزه ۲۰۰۷ سوماترا
- زمین‌لرزه ۲۰۰۰ سوماترا
- زمین‌لرزه ۲۰۰۵ سوماترا
- زمین‌لرزه ۲۰۰۹ سوماترا